# Cedro do Abaeté
Cedro do Abaeté är en kommun i Brasilien.   Den ligger i delstaten Minas Gerais, i den sydöstra delen av landet, 400 km sydost om huvudstaden Brasília. Antalet invånare är 1 212.
Omgivningarna runt Cedro do Abaeté är huvudsakligen savann. Runt Cedro do Abaeté är det mycket glesbefolkat, med 5 invånare per kvadratkilometer.